# ペレヤスラウ (都市)
ペレヤスラウ（ウクライナ語: Переяслав, ウクライナ語発音: [pereˈjɑslɐu̯]; イディッシュ語: פּרעיאַסלעוו, ラテン文字転写: Periyoslov）は、ウクライナのキーウ州南東部にある都市である。長い歴史を持ち、20以上の博物館を有する「博物館の街」であり、歴史民族保護区に指定されている。
古くからペレヤスラウと呼ばれていたが、1943年にボフダン・フメリニツキーにちなんで「ペレヤスラウ=フメリニツキー」と改名された。2019年に現在の名称に改められた。

## 地理
ペレヤスラウは、キーウ州の南東部、森林・ステップ地帯に位置する。
市内にはトルビジュ川、アリタ川が流れており、合流してドニエプル川へ注ぐ。
気候は大陸性気候で、ケッペンの気候区分ではDfbである。
冬季の平均気温は-6から-7度、最低気温は-15度から0度であり、夏季の最高気温は24-32度である。

## 歴史

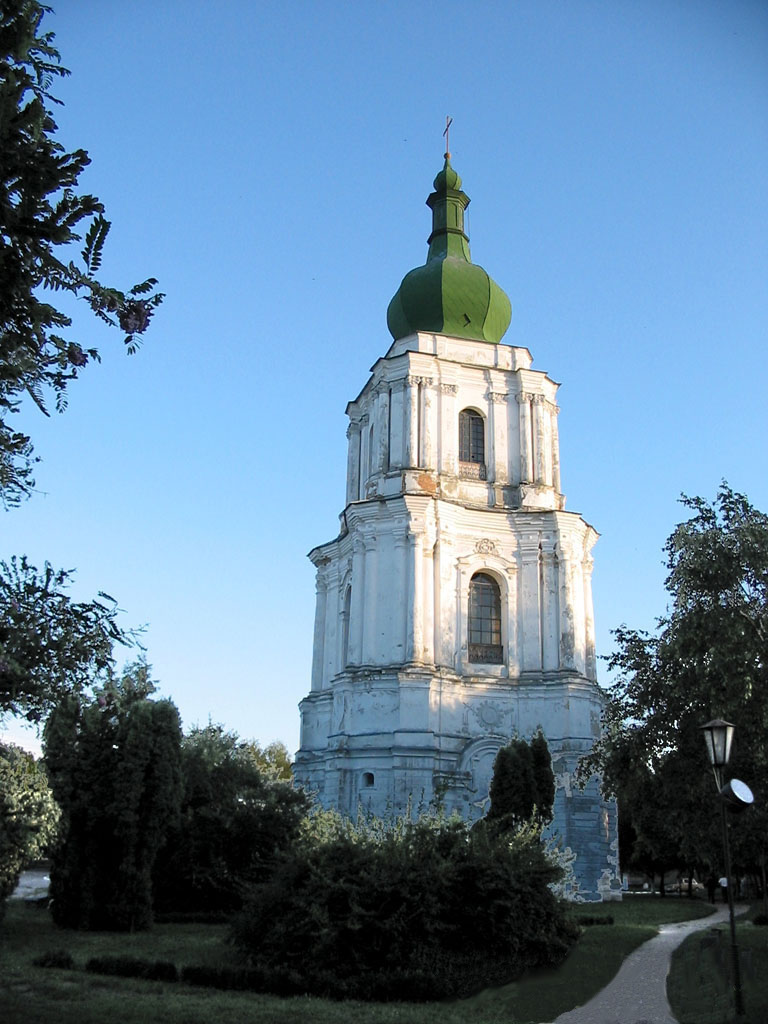
イヴァン・マゼーパが建立した昇天大聖堂の塔（1700年）。

### キエフ大公国時代
ペレヤスラウは『ルーシ年代記』の907年の節にキエフ・ルーシの都市として初出するが、この年代を裏付ける考古学的知見はなく、現在の学説では10世紀末ごろの成立と考えられている。都市名の由来として、ルーシ人が遊牧民のペチェニフ人に勝利した場所に建設されたため、「ペレヤスラウ」（名誉を奪い取った場所）と名づけられたとされるが、これも伝説の域を出ない。
992年、キエフ大公ウラジーミル1世は、南部の草原地帯から侵入してくる遊牧民からキバンルーシの南限を守るために、ペレヤスラウに要塞を築いた。首都キーウの南東約100kmに位置するという立地条件から、ペレヤスラウはキーウ、チェルニーヒウに次ぐ重要都市とみなされていた。
11世紀後半にはペレヤスラウはキエフ・ルーシ内の公国であるペレヤスラウ公国の首都となり繁栄し、多くの教会が建造された。
1223年に始まったモンゴルのルーシ侵攻はペレヤスラウにもおよび、1239年、街は完全に破壊され公国は滅亡した。このため当時の建築は残っていない。

### リトアニア・ポーランド版図の時代
14世紀にリトアニア大公国に併合され、1569年にポーランド・リトアニア共和国のポーランド領となった。
1585年、ポーランドの王ステファン・バートリにより、ペレヤスラウはオストログスキ家の管理となった。同じ年、ペレヤスラウにマクデブルク法が適用され自治権を得た。
16世紀末以降、ペレヤスラウ地域はウクライナ・コサックの活動地帯となり、17世紀半ばに至るまでポーランド政府に対するコサックの反乱の本拠地となった。1648年、フメリニツキーの乱が勃発すると、ペレヤスラウにはコサック国家のペレヤースラウ連隊がおかれた。1654年にコサック国家とロシア・ツァーリ国との間で行われたペラヤースラウ会議は、ロシア・ポーランド戦争の直接原因となったと同時に、ウクライナのロシアへの隷属の始まりとも解釈されており、運命の分かれ道となった。この戦争の結果、1667年のアンドルソヴォ条約によりキーウ、ペレヤスラウを含む左岸ウクライナはロシア領となった。

### ロシア領時代
1738年、ペレヤスラウ大学が開校し、1750年から51年にかけて「ウクライナのソクラテス」と称された哲学者フルィホーリイ・スコヴォロダが教鞭をとった。また13の教会、2の寺院、神学校が開設され、宗教の中心でもあった。
1802年にはロシア帝国ポルタヴァ県のペレヤスラウ郡郡庁所在地となった。
1897年の人口は14,614人であった。

### 世界大戦、ソビエトとの戦争
1917年、十月革命によりソビエト政権が成立し、これに続いてウクライナの首都キーウで中央ラーダがウクライナ人民共和国の樹立を宣言した。ボリシェヴィキはこれに反発し、12月にソビエト軍がウクライナ人民共和国へ侵攻した。
1918年2月初頭にはキーウを含む主要都市がソビエトの占領下となったが、ドイツおよびオーストリアと同盟を結んだウクライナが反攻を開始した。3月初頭のブレスト＝リトフスク条約によりロシアが第一次世界大戦から離脱することとなり、ウクライナは事実上ドイツの支配下となった。同年第一次世界大戦が終結、ドイツが敗戦国となったことでソビエト・ウクライナ戦争が再開され、1919年12月15日、ペレヤスラウは赤軍部隊によって占領された。
第二次世界大戦では、1941年9月17日にドイツ軍に占領された。1943年9月22日にソ連軍によって解放された。
1943年10月、ソビエト連邦はペラヤースラウ会議をウクライナとロシアの統一の根拠とするため、ペレヤスラウをペレヤスラウ=フメリニツキーと改名した。
2019年10月、ウクライナ最高議会の決議により名称がペレヤスラウに戻された。

## 博物館の街

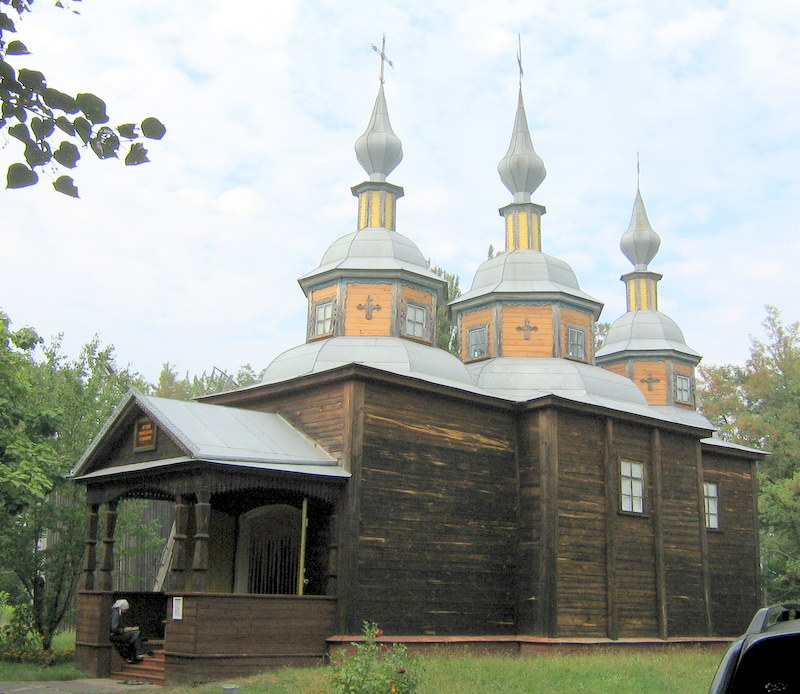
ルシニク博物館

ペレヤスラウ博物館の初代館長ミハイル・シコルスキーの尽力により、25の博物館からなる国立歴史民族保護区が設立され、16万6000点の展示品を所蔵している。
- ドニエプル川中流域の民俗建築と生活に関する博物館
- フルィホーリイ・スコヴォロダ記念博物館
- トリピーリャ文化博物館
- 薬用植物博物館
- ユダヤ古典文学記念館
- タラス・シェフチェンコの遺言博物館
- 考古学博物館
- 博物館/ジオラマ「1943年秋、ペレヤスラウ地区におけるドニエプル川の戦い」
- コブツァーリ博物館
- ドニエプル川中流域のウクライナ民族衣装博物館
- ペレヤスラウ・キエフ・ルース時代建築博物館
- G.ザボロトニー記念建築博物館
- ウクライナ正教会博物館
- ドニエプル川中流域の養蜂の歴史博物館
- ウクライナ・ルシニク伝統的織物博物館
- ウクライナの民族儀礼と伝統の歴史博物館
- 装飾美術・応用美術博物館
- 世界観と宇宙探査の知識博物館
- M.M.ベナルドス博物館
- パン博物館
- 陸上交通博物館
- 郵便博物館
- 哲学史博物館
- ポリシャ地区の記憶博物館

## 経済
- 農業
- 林業
- 料理産業
- 機械工業
- 観光

## 出身人物
- ミハイル・ヘラースコフ（1733 - 1807）詩人、小説家
- ショーレム・アレイヘム（1859 - 1916）劇作家、小説家、ジャーナリスト
- ルイーズ・ネヴェルソン（1899 - 1988）彫刻家

## 姉妹都市
- モジャイスク、ロシア
- ペレスラヴリ・ザレスキー、ロシア
- en:Vileyka、ベラルーシ
- ムツヘタ、グルジア
- パイデ、エストニア
- コチャニ、マケドニア